# Chiesa di San Nicola (Kavala)
La chiesa greco-ortodossa di san Nicola (in greco Ναός Αγίου Νικολάου Καβάλας?, Naòs Agìou Nikolàou Kavàlas) è una chiesa cristiana ortodossa greca, (già moschea ottomana di Ibrahim Pasha) situata nel centro di Kavala, nella Macedonia orientale.

## Descrizione
L’area dell’attuale tempio è stata luogo di culto fin dall’antichità. 
Quando la città si chiamava Neapolis (VII sec. a.C.-746 d.C.), in epoca precristiana, fu costruito un santuario pagano. Secondo gli archeologi, il santurario era di piccole dimensioni, in onore di una divinità femminile locale. Il santuario era situato all'incirca dove oggi sorge il campanile della chiesa; parte dei suoi elementi strutturali e architettonici si conservano incastonati nella muratura esterna, principalmente alla base dell'attuale campanile.
Il porto della zona fu il luogo dove sbarcò Paolo di Tarso, all'inizio dei suoi viaggi in Europa, e da allora l'area è considerata il primo territorio europeo su cui mise piede. Sul lato orientale della chiesa oggi si trova un mosaico, che rappresenta questo evento storico per tutta l'Europa.
Dopo la cessazione delle persecuzioni e la cristianizzazione degli abitanti di Neapolis, il santuario pagano venne trasformato in un tempio cristiano, verosimilmente nel 312-342 d.C. La costruzione di una grande basilica, dedicata proprio all'apostolo Paolo, nella stessa "area sacra", può essere datata al VI secolo, durante il regno dell'imperatore Giustiniano I, quando la città si chiamava Christoupolis (746-1470 d.C.). Sulla base dei dati archeologici disponibili ad oggi, la chiesa bizantina dell'apostolo Paolo, per le sue dimensioni e "apostolicità", potrebbe essere stata la cattedrale di Christoupolis.
L'arrivo dei Normanni a Christoupolis nel 1185 rase al suolo la città e la basilica. Dopo la partenza dei Normanni, sembra che gli abitanti abbiano utilizzato alcuni elementi strutturali e architettonici dei templi precedenti, che furono così salvati, per erigere una chiesa di più piccole dimensioni rispetto alla precedente basilica, destinato a soddisfare le esigenze di culto del porto della città. Dal 1204 al 1261 questo edificio funse da chiesa cattolica – forse di San Lazzaro – prima di essere riconvertita in chiesa ortodossa.
L'occupazione di Christoupolis da parte degli Ottomani nel 1391 portò prima allo spopolamento della città e poi all'insediamento, dopo quasi un secolo, dei turchi provenienti dalla città-castello "Kavalla" di Iconio; essi diedero alla città il nome attuale. Famoso per le sue opere a Kavala, Pargali Ibrahim Pascià, visir di Solimano II, fece erigere nel 1530 l'attuale edificio come una moschea, a cui fa riferimento il suo nome (turco: İbrahim Paşa Camii). Era la più grande moschea di Kavala.
Dopo la creazione dell'attuale Turchia, con lo scambio di popolazioni e l'arrivo in città di migliaia di greci provenienti dall'Asia Minore e dal Ponto, la zona ospitò inizialmente dei profughi, poi - nel 1928 – la chiesa fu nuovamente riconvertita in tempio cristiano, dedicato al santo protettore dei naviganti, San Nicola di Mira. Sopra la base del minareto si trova oggi il campanile di nuova costruzione.